# Chelonistele sulphurea
Chelonistele sulphurea é uma espécie de orquídea (Orchidaceae) do Sudeste Asiático.